# أشرف رشيد
أشرف رشيد (بالإنجليزية: Ashraf Rashid)‏ هو ضابط باكستاني، ولد في 23 مايو 1948 في لاهور في باكستان، وتوفي بنفس المكان في 2 أكتوبر 2004 بسبب نوبة قلبية.